# Brendan Malone
Brendan Thomas Malone (New York, 21 aprile 1942 – Armonk, 10 ottobre 2023) è stato un allenatore di pallacanestro statunitense, professionista nella NBA.
Era il padre di Michael Malone, a sua volta allenatore in NBA.